# Lyssomanes blandus
Lyssomanes blandus är en spindelart som beskrevs av Peckham, Peckham, Wheeler 1889. Lyssomanes blandus ingår i släktet Lyssomanes och familjen hoppspindlar. Inga underarter finns listade i Catalogue of Life.